# At the Villa Rose
At the Villa Rose é um filme policial britânico de 1920, dirigido por Maurice Elvey, estrelado por Manora Thew e Langhorn Burton. É baseado no romance de 1910, At the Villa Rose de A. E. W. Mason. Duas outras adaptações para o cinema, tanto sonoro, foram feitas em 1930 e 1940.